# 南部地方
南部地方（日语：／ Nanbu chihō */?）是指江戶時代南部氏管轄的領地，至明治維新時包括陸奧國的北部，相當於現在青森縣東部、岩手縣北部及中部、秋田縣東北部一角。戰國時代時，南部氏的領地包括現青森縣全境和岩手縣中部、北部。戰國末期，南部一族的津輕氏發起叛亂，佔據現青森縣西部並在江戶時代成為津輕藩。這一地區不屬於南部地方。